# オリヴィオ・ダ・ホーザ
オリヴィオ・ダ・ホーザ（ポルトガル語: Olivio da Rosa、1986年10月2日 - ）は、ブラジルのサッカー選手。ポジションはMF。
Kリーグ時代の登録名はイヴォ（ハングル: 이보）。

## クラブ歴
ECジュベントゥージで選手となった。2010年1月21日にSEパルメイラスに5年延長つきの単年契約で移籍。同年、AAポンチ・プレッタに期限付き移籍した。2011年1月5日にアソシアソン・ポルトゥゲーザ・ジ・デスポルトスに完全移籍。
2012年1月5日にKリーグの仁川ユナイテッドFCに単年契約で移籍。翌年1月にクリシューマECに移籍し、ブラジルに戻ったが、2014年1月に再び仁川ユナイテッドに加入した。
2015年2月に中国サッカー・スーパーリーグの河南建業足球倶楽部に移籍。2016年末で契約を更新せずに退団。中国サッカー・甲級リーグの北京人和足球倶楽部に2016年11月29日に移籍した。2018年6月15日に再び河南建業に加入した。